# Curzio Gonzaga
Pour les articles homonymes, voir Gonzaga (homonymie).
Curzio Gonzaga, né en 1530 à Mantoue (alors Duché de Mantoue) et mort le 25 août 1599 à Borgoforte, est un aristocrate, diplomate, et écrivain italien de la Renaissance.

## Biographie
Louis de Gonzague, père de Curzio, était issu de la première branche des anciens Gonzague, d'abord capitaine, ensuite marquis et enfin ducs de Mantoue. Louis, marié deux fois, eut de sa seconde femme trois fils, Sylvius, Claude et Curzio. On ignore entièrement ce que devinrent les deux aînés. Curzio, comme la plupart des princes ses aïeux, porta les armes et se fit remarquer par son courage. Il fut attaché au célèbre cardinal Hercule Gonzague, son parent, frère de Frédéric, premier duc de Mantoue. Lorsque ce cardinal envoya complimenter Charles Quint, au sujet de la paix de 1559, ce fut Curzio qu'il chargea de cette commission ; et dans sa lettre de félicitation il engageait l'empereur à écouter favorablement tout ce que cet envoyé lui dirait en son nom. Dès sa jeunesse il avait joint la culture des lettres aux études que l'état militaire exige. Des poésies lyriques, écrites avec goût, une comédie dans le genre des anciens, comme toutes celles de cette époque, et intitulée, Gli inganni (Les Fourberies), lui donnent place dans les rangs, beaucoup trop nombreux, des poètes qui se pressèrent alors sur le parnasse italien. Il en doit une plus remarquable au titre seul d'une autre de ses productions, c'est son Fido amante, poème héroïque en trente-six chants, à la composition duquel il ne consacra que six ou sept ans. Présenté sous la fiction d'une traduction du latin d'après un original oriental rapporté par un pèlerin, et confié à Ippolita Gonzaga, il relate les exploits d'un chevalier, Gonzago qui pour l’amour d’Ippolita-Vittoria, se couvre de gloire au cours de la guerre entre le grand Khan de l'Inde et de la Perse Orcan, et le roi de Sicile.
Nous avons dit que la place qu'il tient parmi les poètes épiques, n'est due qu'au seul titre de son poème : en effet, malgré les éloges que le Tasse eut l'excessive indulgence d'en faire, cet ouvrage vécut encore moins d'années qu'il n'en avait coûté à son auteur. Ce titre n'annonce qu'un roman dont on peut craindre la fadeur ; mais ce n'est rien moins que cela. Le poète a prétendu faire un poème héroïque régulier : les aventures plus qu'extraordinaires dont il le remplit sont tissues et conduites suivant toutes les règles de l'art, et le tout n'est qu'un grand échafaudage pour élever encore, par une origine fabuleuse, la gloire de la famille des Gonzague, qui n'avait pas besoin de cette fausse illustration, en lui donnant pour premier auteur un héros descendant des anciens rois de Troie. Heureusement pour les Gonzague, l'histoire les a mieux servis que la fable. Curzio jouit pendant sa vie du double honneur de protéger les lettres et de les cultiver lui-même. Il fut admis à Rome dans cette grave Académie que le saint cardinal Charles Borromée rassemblait dans son palais, sous le nom des Nuits romaines ; ce qui fait supposer que Curzio réunissait au goût pour la poésie celui des études les plus solides. Le Fido amante fut imprimé à Mantoue en 1582, in-4°. Curzio révisa son poème après la première édition et donna une seconde édition en 1591 (Venise, Al Segno del Leone). Les éloges que le Tasse en a faits dans plusieurs de ses lettres poétiques, ne prouvent que le penchant qu' il avait toujours à louer les productions des autres, et plus encore sa prévention favorable pour tout ce qui appartenait à la maison de Gonzague. On a encore de Curzio : Rime, Vicence, 1585, in-12. On conserve dans les archives de Guastalla, quelques lettres de Curzio, datées de 1595 ; il paraît qu'il vécut jusque vers la fin du XVIe siècle.

## Œuvres
- Il fido amante. Poema eroico, di Curtio Gonzaga, figliuolo di Luigi dell'antichissima casa de' Prencipi di Mantoua, Mantoue, 1582 (réimpr. 1591) (lire en ligne)
- Rime dell'illustriss.mo signor Curtio Gonzaga, Vicence, Stamperia Nuova, 1585 (réimpr. 1591) (lire en ligne)
- Gli inganni, Venise, Giovanni Antonio Rampazetto, 1592 (lire en ligne)

## Sources
- « Gonzague (Curtius) », dans Louis-Gabriel Michaud, Biographie universelle ancienne et moderne : histoire par ordre alphabétique de la vie publique et privée de tous les hommes avec la collaboration de plus de 300 savants et littérateurs français ou étrangers, 2e édition, 1843-1865 [détail de l’édition]